# Best of Crystal Kay
Best of Crystal Kay (dt. Das Beste von Crystal Kay; Eigenschreibweise: BEST of CRYSTAL KAY) ist das zweite Kompilationsalbum von der japanischen Sängerin Crystal Kay. Das Album wurde zu ihrem zehnjährigen Bühnenbestehen veröffentlicht und enthält ihre erfolgreichsten Lieder, welche sie von 1999 bis 2009 veröffentlicht hat.

## Details zur Kompilation
Best of Crystal Kay wurde in einer regulären 2CD- und in einer limitierten 3CD-Version veröffentlicht. Das Album enthält all ihre Singles, welche bis zu diesem Zeitpunkt entstanden sind. Mit Ausnahme, dass die Singles Teenage Universe: Chewing Gum Baby, Shadows of Desire und Bye My Darling! nicht vorhanden sind. Außerdem sind auch einige Titel von ihren Studioalben enthalten, dazu kommt, dass die limitierte Version unveröffentlichte Lieder enthält.
- Katalognummern – Reguläre 2CD-Version: ESCL-3274/5[2]; Limitierte 3CD-Version: ESCL-3271[3]

## Titelliste

### Disc 1
| #   | Titel                                                             | Übersetzung                            | Länge |
| --- | ----------------------------------------------------------------- | -------------------------------------- | ----- |
| 1.  | Boyfriend: Part II                                                | Fester Freund: Zweiter Teil            | 4:59  |
| 2.  | Eternal Memories                                                  | Ewige Erinnerungen                     | 5:08  |
| 3.  | Komichi no Hana (こみちの花)                                      | Blume der Spur                         | 4:01  |
| 4.  | Darling P.P.P. (ダーリン P.P.P.)                                  | Liebling P.P.P.                        | 4:02  |
| 5.  | Girl’s Night                                                      | Nacht der Mädchen                      | 4:22  |
| 6.  | Ex-Boyfriend (feat. Verbal)                                       | Ex-Freund                              | 5:10  |
| 7.  | Lost Child                                                        | Verlorenes Kind                        | 6:38  |
| 8.  | Tsuki no Nai Yoru, Michi no Nai Bashou (月のない夜、道のない場所) | Eine Nacht ohne Mond, ein Ort ohne Weg | 4:23  |
| 9.  | A Song for You                                                    | Ein Lied für dich                      | 4:39  |
| 10. | Think of U                                                        | Denke an dich                          | 4:53  |
| 11. | Hard to Say                                                       | Schwer zu sagen                        | 4:47  |
| 12. | Girl U Love                                                       | Das Mädchen, das du liebst             | 4:23  |
| 13. | Kataomoi (片想い)                                                 | Unerwiderte Liebe                      | 4:23  |
| 14. | I Like It (feat. M-Flo)                                           | Ich mag es                             | 5:44  |
| 15. | Candy                                                             | Süßigkeiten                            | 4:20  |
| 16. | Can’t Be Stopped                                                  | Nicht aufzuhalten                      | 4:29  |

### Disc 2
| #   | Titel                                    | Übersetzung           | Länge |
| --- | ---------------------------------------- | --------------------- | ----- |
| 1.  | Koi ni Ochitara (恋におちたら)           | Wenn ich verliebt bin | 4:29  |
| 2.  | Motherland                               | Mutterland            | 4:31  |
| 3.  | Tears                                    | Tränen                | 4:59  |
| 4.  | Kiss                                     | Kuss                  | 5:30  |
| 5.  | Two as One (feat. Chemistry)             | Zwei zusammen         | 3:44  |
| 6.  | I Know                                   | Ich weiß              | 4:22  |
| 7.  | Kirakuni                                 | Kirakuni              | 4:16  |
| 8.  | Namida ga Afuretemo (涙があふれても)     | Überfließende Tränen  | 5:14  |
| 9.  | Kitto Eien ni (きっと永遠に)             | Sicherlich für immer  | 5:02  |
| 10. | Konna ni Chikaku de… (こんなに近くで...) | Diese Nähe…           | 4:03  |
| 11. | Anata no Soba de (あなたのそばで)        | Neben dir             | 4:32  |
| 12. | Dream World                              | Traumwelt             | 3:45  |
| 13. | Namida no Saki ni (涙のさきに)           | Nach den Tränen       | 3:48  |
| 14. | One                                      | Eine                  | 4:03  |
| 15. | Kaerimichi (帰り道)                      | Der Weg nachhause     | 4:18  |
| 16. | Girlfriend (feat. BoA)                   | Freundin              | 3:44  |

### Bonus-CD / Disc 3
| #  | Titel                                   | Übersetzung         | Länge |
| -- | --------------------------------------- | ------------------- | ----- |
| 1. | Over and Over                           | Aus und vorbei      | 5:05  |
| 2. | Step by Step                            | Schritt für Schritt | 4:01  |
| 3. | Private Dancers (feat. Mummy-D & Kreva) | Private Tänzer      | 6:03  |
| 4. | Helpless Night (feat. Jin Akanishi)     | Ratlose Nacht       | 4:24  |

## Verkaufszahlen und Charts-Platzierungen

### Charts
| Charts                                  | Positionen |
| --------------------------------------- | ---------- |
| Billboard Japan Top 100                 | 3          |
| Tägliche Oricon Album-Charts            | 2          |
| Wöchentliche Oricon Album-Charts        | 3          |
| Monatliche Oricon Album-Charts          | 6          |
| Jährliche Oricon Album-Charts (2009)    | 54         |
| Five Music J-Pop / K-Pop Chart (Taiwan) | 13         |

### Verkäufe
| Charts              | Erste Woche | Insgesamt | Charts-Aufenthalt |
| ------------------- | ----------- | --------- | ----------------- |
| Oricon Album-Charts | 87.669      | 155.799   | 14 Wochen         |